# (40314) 1999 KR16
1999 كي أر 16 (ويعرف أيضًا باسم (40314) 1999 كي أر 16 وفق تسمية الكوكب الصغير) (بالإنجليزية: 1999 KR16)‏ هو كويكب ضمن حزام الكويكبات؛ وترتيبه 40314 من حيث الاكتشاف.
اكتُشف هذا الجُرم الفلكي بواسطة Audrey C. Delsanti ‏ في 16 مايو 1999.

## وصلات خارجية
- (40314) 1999 KR16 في قاعدة بيانات مختبر الدفع النفاث لأجرام النظام الشمسي الصغيرة

- الاكتشاف · مخطط المدار ·  العناصر المدارية · المعلمات المادية

- (40314) 1999 KR16 على موقع ويكي سكاي: DSS2, SDSS, GALEX, IRAS, Hydrogen α, X-Ray, Astrophoto, Sky Map, Articles and images